# Dolní Sekyřany
Dolní Sekyřany jsou vesnice, část obce Heřmanova Huť v okrese Plzeň-sever v Plzeňském kraji. Nachází se jeden kilometr jihovýchodně od Heřmanovy Hutě. Prochází zde silnice II/203. Dolní Sekyřany jsou také název katastrálního území o rozloze 2,23 km².

## Historie
První písemná zmínka o vesnici pochází z roku 1115.

## Obyvatelstvo
| Rok            | 1869 | 1880  | 1890  | 1900 | 1910 | 1921 | 1930 | 1950 | 1961 | 1970 | 1980 | 1991 | 2001 | 2011 | 2021 |
| -------------- | ---- | ----- | ----- | ---- | ---- | ---- | ---- | ---- | ---- | ---- | ---- | ---- | ---- | ---- | ---- |
| Počet obyvatel | 517  | 1 273 | 1 086 | 996  | 814  | 783  | 720  | 415  | 374  | 291  | 66   | 42   | 187  | 215  | 261  |
| Počet domů     | 47   | 103   | 112   | 123  | 125  | 126  | 130  | 109  | 109  | 85   | 21   | 20   | 78   | 82   | 94   |

## Obecní správa
Při sčítání lidu v letech 1850–1954 byly Dolní Sekyřany samostatnou obcí v okrese Stříbro. Od roku 1954 jsou částí obce Heřmanova Huť, nejprve v okrese Stod, ale od roku 1960 v okrese Plzeň-sever.

## Pamětihodnosti
- Kaplička

## Zajímavost
Z obce pocházela Anna Petermannová, matka Petera Grünberga, nositele Nobelovy ceny za fyziku za rok 2007.

## Další fotografie

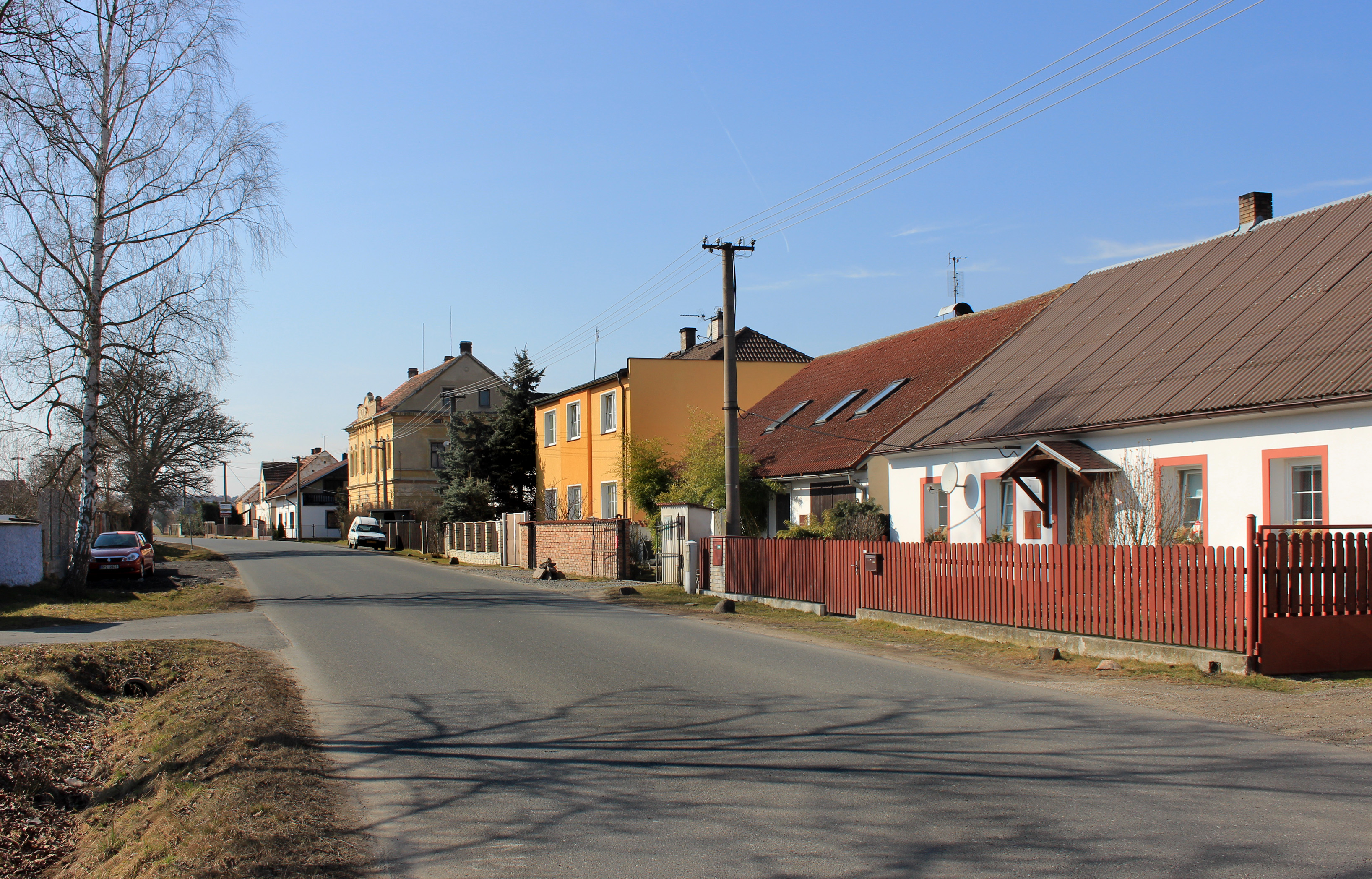
Domy u hlavní silnice
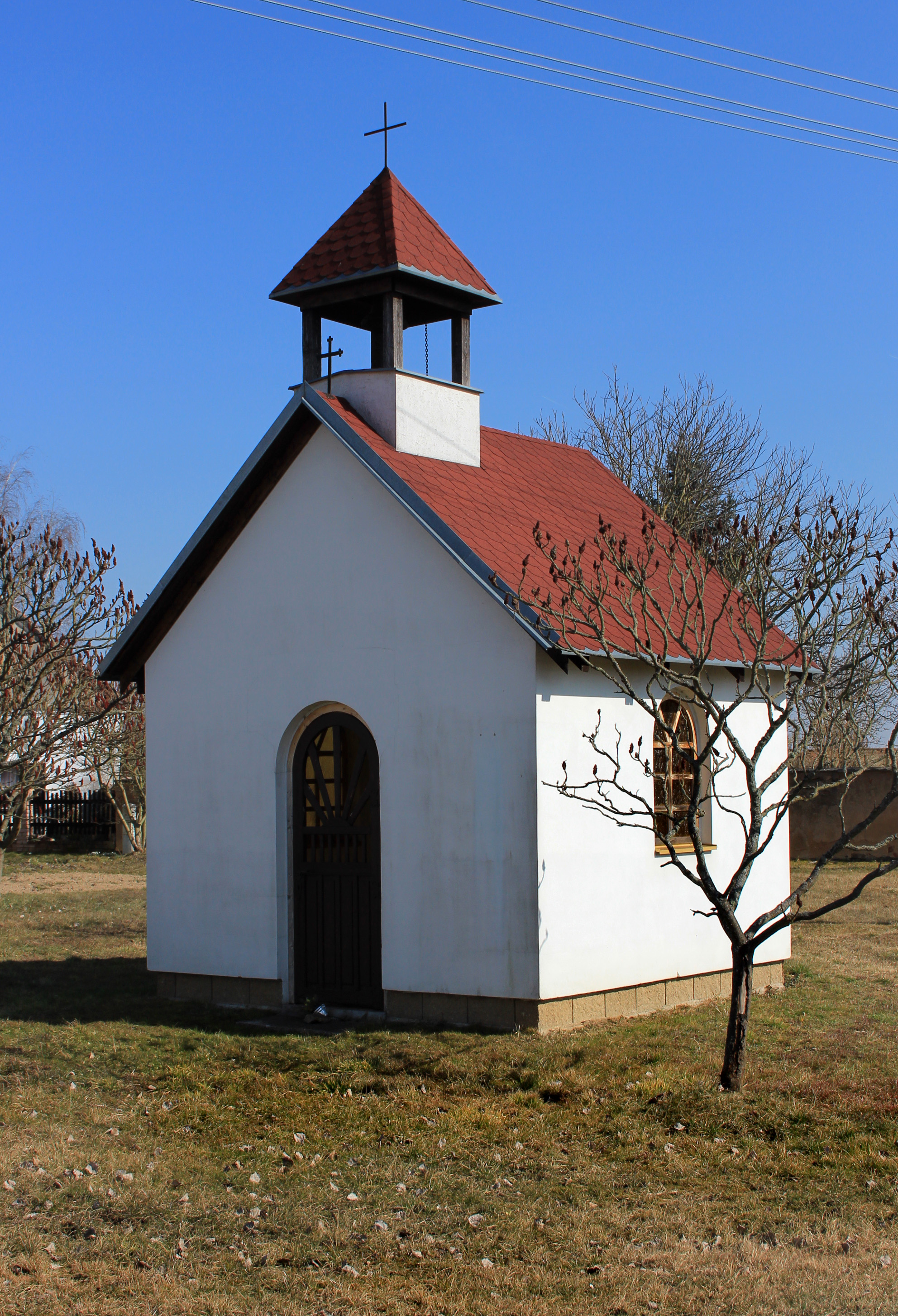
Kaplička
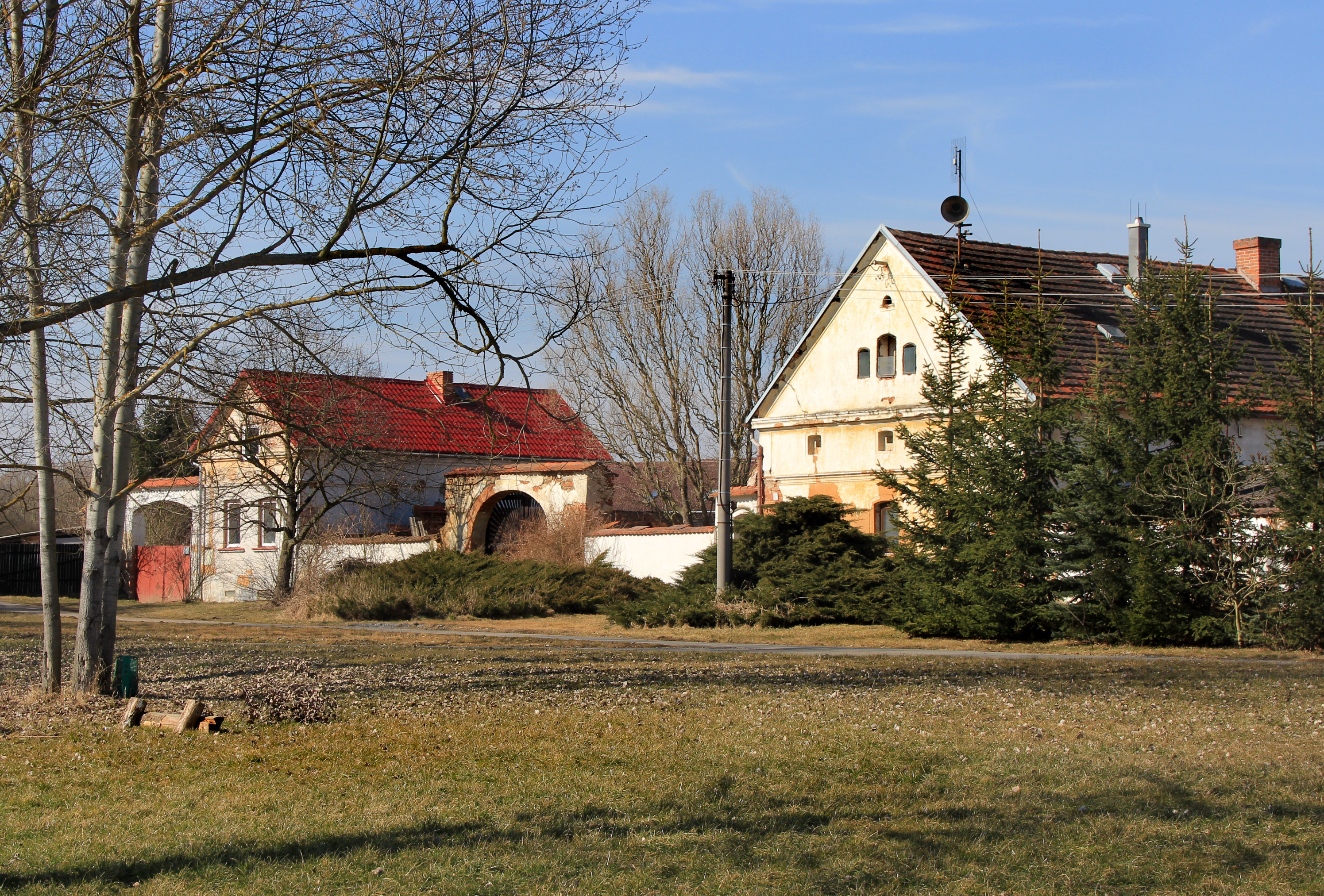
Náves